# Griesmeel

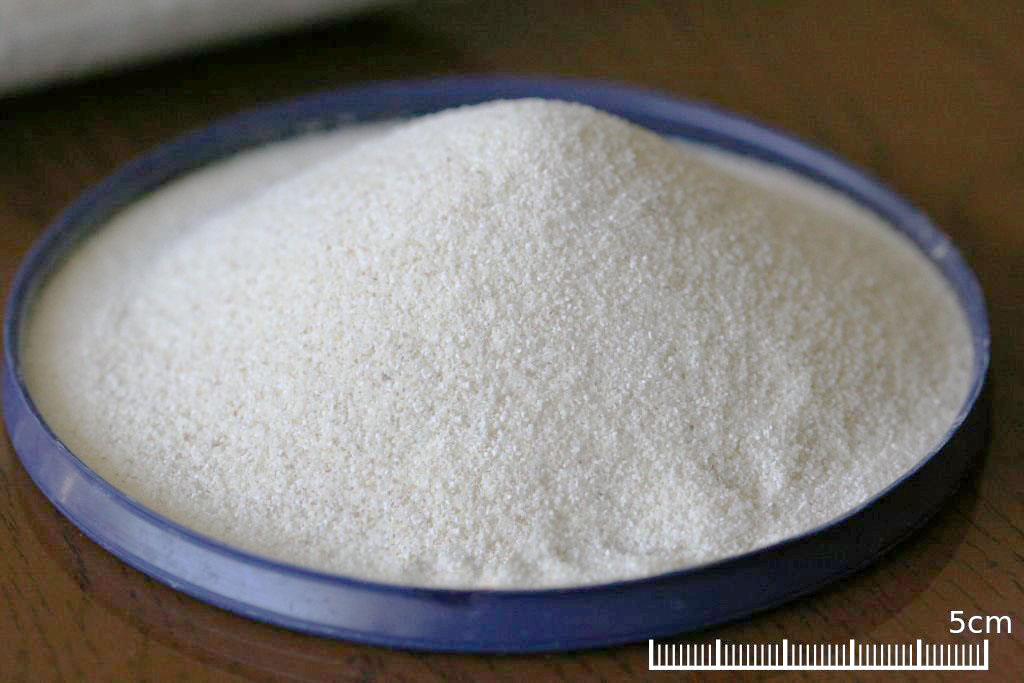
Schaal griesmeel

Griesmeel is grof gemalen tarwe, spelt, harde tarwe, mais of rijst. Bij het malen van tarwe of spelt met het doel om zo veel mogelijk bloem te verkrijgen wordt ook griesmeel geproduceerd. Bij het builen van het meel worden de zemelen, de griezen en de bloem gescheiden. Na het malen kan het maalsel gepoetst (gereinigd) worden (hiervoor bestaan speciale griesmeelpoetsmachines), waarbij de zemelen met behulp van een luchtstroom verwijderd worden en het griesmeel overblijft.
Griezen hebben de volgende grootte:
- grove gries (600–1000 µm ofwel 0,6–1 mm)
- middelfijne gries (475–600 µm ofwel 0,475–0,6 mm)
- fijne gries (300–475 µm ofwel 0,3–0,475 mm)

## Soorten griesmeel
Wit griesmeel wordt gemaakt van gewone tarwe (Triticum aestivum). Deze soort wordt traditioneel vooral in Noordwest-Europa gegeten, waar dit graan groeit.
Het griesmeel dat rond de Middellandse Zee wordt geproduceerd komt van durum (Triticum durum) en is wat geler van kleur. Dit griesmeel wordt zowel grof als fijner gemalen verkocht.
Ook grofgemalen maïsmeel, rijstmeel en zelfs gerstemeel kan griesmeel genoemd worden.

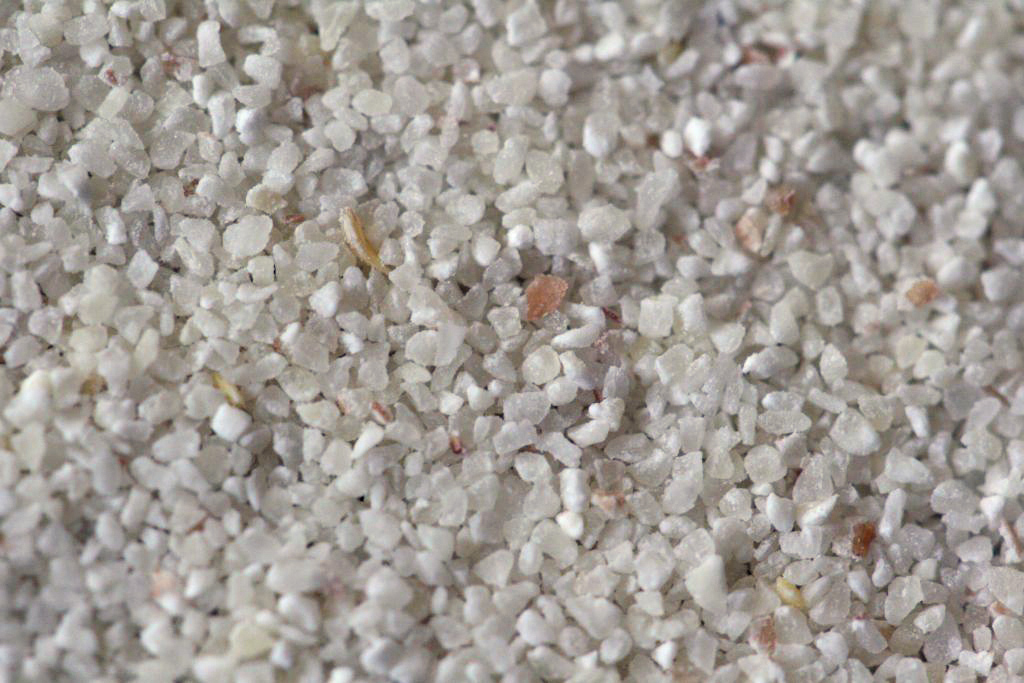
Griesmeelkorrels van rijst
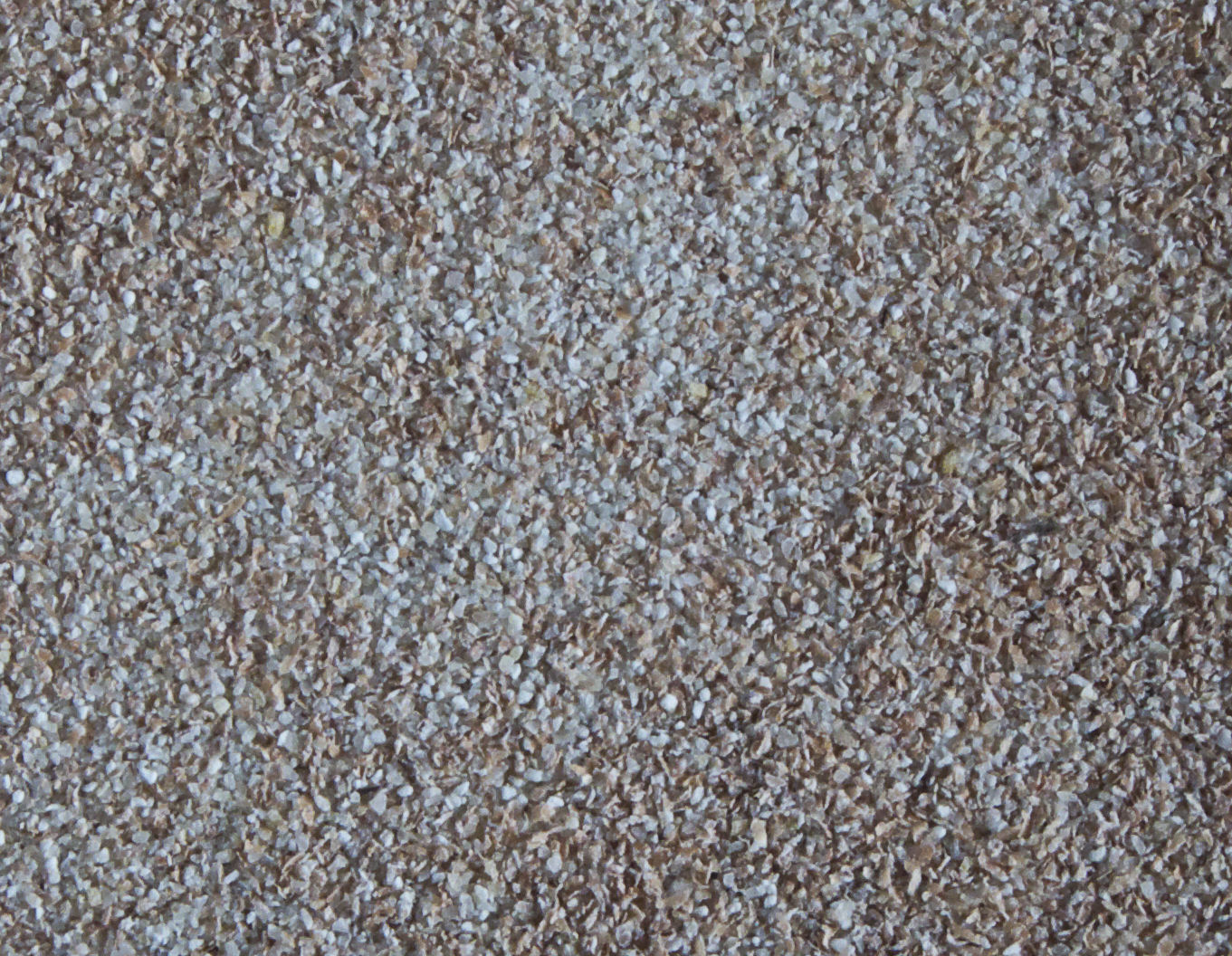
Ongepoetste tarwegriezen (500 µm)
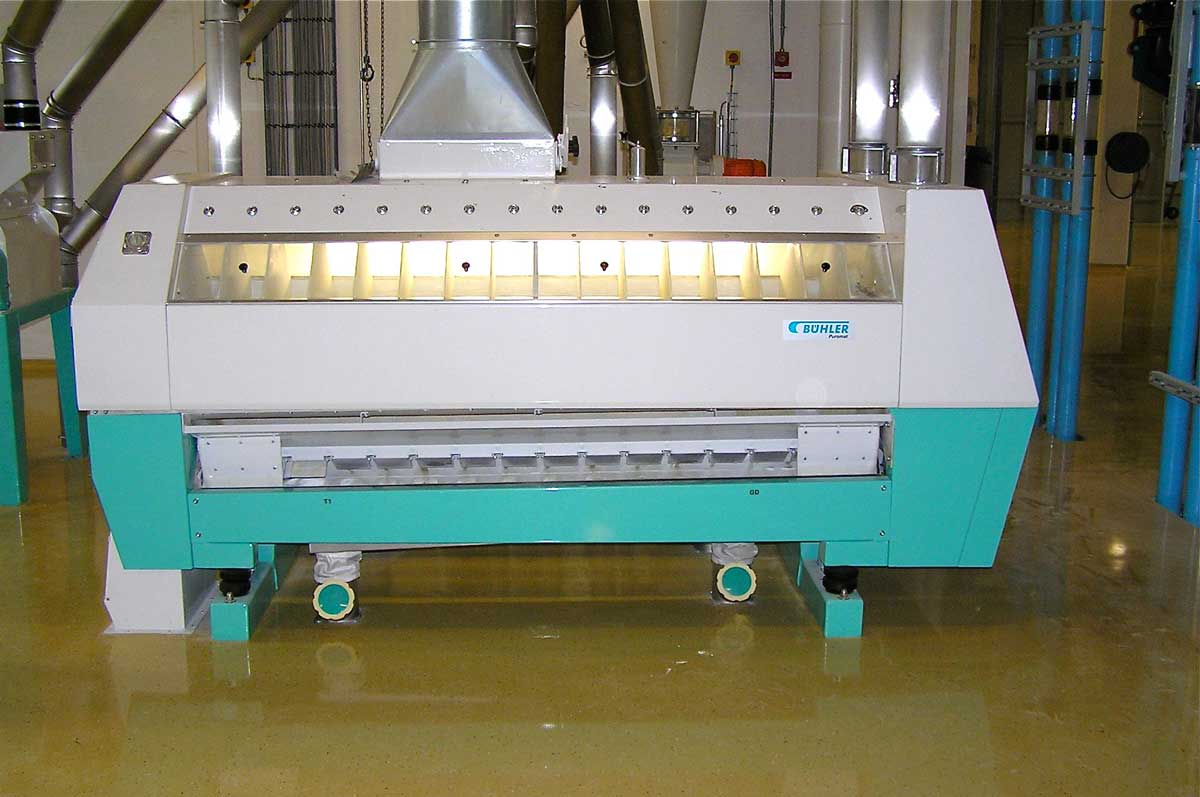
Griesmeelpoetsmachine
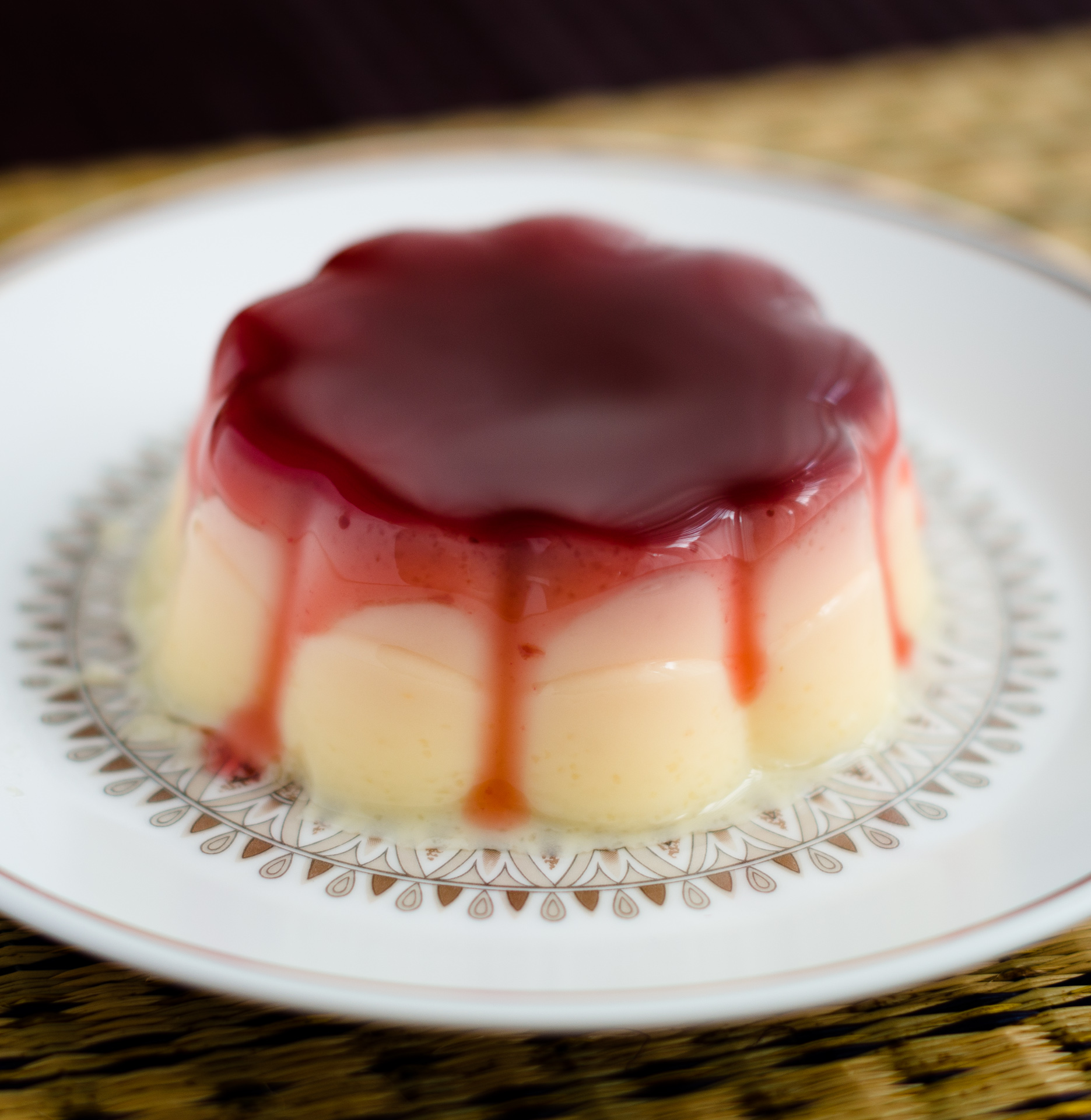
Griesmeel- pudding met rodebessensaus

## Etymologie
Het woord griesmeel of gries komt van het Hoogduitse woord Grießmehl, wat grofkorrelig meel betekent.
Het griesmeel van durumtarwe wordt ook wel verkocht als semolina/o (Italiaans, Engels, Pools) of semoule (Frans). Het is in Turkse en Marokkaanse winkels verkrijgbaar onder de namen irmik (Turks) of smida (Arabisch). In Vlaanderen wordt gesproken van smulpap of smoelpap, afgeleid van het Franse 'semoule'.

## Toepassingen
Tarwegriesmeel wordt in Nederland vooral gebruikt voor het maken van griesmeelpap en griesmeelpudding. Deze gerechten worden vaak als oer-Nederlands beschouwd maar worden, met regionale varianten, in heel Noordwest-Europa gegeten. Zo worden er in Scandinavië besjes bijgevoegd en in Nederland soms grof gemalen amandelen, bitterkoekjes of krenten en rozijnen.
In plakken gesneden koud geworden griesmeelpap kan in de koekenpan worden gebakken. Bij dit gerecht wordt stroop of limonade gegeven.
De griesmeel van durumtarwe wordt gebruikt om te bakken, zoals in brood, koekjes (Harsha of halva bijvoorbeeld), cakes. Ook veel pasta wordt van de fijnste variant van (durum)griesmeel gemaakt, net als de tarwegnocchi.
Voor het maken van de Noord-Afrikaanse couscous wordt (durum)griesmeel gebruikt en ook voor de in West-Afrika bekende fufu wordt, als er geen cassavebloem voorhanden is, soms griesmeel van durumtarwe gebruikt.
Polenta is een traditioneel Noord-Italiaans gerecht gemaakt van griesmeel van mais. Griesmeel van maïs wordt in de Verenigde Staten onder andere gebruikt in pap.